# Marian Rejewski
Marian Adam Rejewski (16. srpna 1905 Bydhošť – 13. února 1980 Varšava) byl polský matematik a kryptolog, který v roce 1932 prolomil kód Enigmy, nejdůležitějšího šifrovacího stroje hitlerovského Německa. Úspěch jeho a jeho spolupracovníků Jerzyho Różyckého a Henryka Zygalského umožnil Britům číst zprávy posílané přes Enigmu v druhé světové válce a tím tak dopomohl vítězství Spojenců.
V roce 1929, když studoval matematiku na Poznaňské univerzitě (dnešní Univerzita Adama Mickiewicze), ho profesor doporučil na tajný kurz kryptologie, který organizovala Kancelář šifer (Biuro Szyfrów) polské armády. Do doby, než v ní na konci roku 1932 začal Rejewski pracovat na plný úvazek, nezaznamenala Kancelář v odhalení kódu Enigmy žádný výrazný úspěch. Během několika týdnů se Rejewskému podařilo odhalit vnitřní strukturu šifrovacího stroje. Následně spolu se dvěma kolegy ze studií Różyckým a Zygalským vypracoval techniku umožňující čtení zpráv Enigmy.
Pět týdnů před napadením Polska Německem roku 1939 Rejewski se skupinou kryptologů a pracovníků Kanceláře šifer představil způsob dešifrování a kopii Enigmy členům britských a francouzských špionážních jednotek. Krátce po vypuknutí války byli polští kryptologové evakuováni přes Rumunsko do Francie, kde nadále pokračovali ve spolupráci s Brity a Francouzi. Kvůli kapitulaci Francie v červnu 1940 byli evakuováni znovu, ale po několika měsících se vrátili do Vichistické Francie, kde v utajení pokračovali v práci. Poté, co Němci začali okupovat celou Francii, se Rejewski a Zagalski dostali přes Španělsko, Portugalsko a Gibraltar do Spojeného království. Tam pracovali v jednotce polských ozbrojených sil. Po skončení války se Rejewski v roce 1946 vrátil do Polska, kde pracoval jako úředník. Svůj podíl na prolomení šifry odhalil až v roce 1967.